# Elena Lauri
Elena Lauri (* 13. März 1907 in Kopenhagen; † 21. Juni 1961) war eine dänisch-deutsche Schlagersängerin, die auch gelegentlich in Nebenrollen im Film auftrat.

## Leben
Geboren als Kind italienischer Eltern, wird sie fälschlich oft als italienische Sängerin
bezeichnet. Ihre berufliche Karriere machte Lauri in den dreißiger Jahren in Deutschland als Schlagersängerin. Sie sang Filmschlager, Chansons, Operette, Tangos sowie einige englische und französische Schlager. Ihr größter Erfolg wurde das Zarah-Leander-Lied Der Wind hat mir ein Lied erzählt aus dem Film La Habanera (1937), in dem Lauri auch eine Nebenrolle hatte.
Ihre Lieder sang Lauri auf Electrola-Schallplatten ein bzw. diese wurden für den ausländischen Markt auf His Master’s Voice (HMV) gepresst. Sie bevorzugte Lieder der Komponisten Peter Kreuder, Franz Doelle, Franz Grothe und Michael Jary. Begleitet wurde sie von international bekannten Tanz- und Unterhaltungsorchestern wie Bernard Etté und Juan Llossas.
Anfang des Zweiten Weltkrieges ging Lauri in ihre dänische Heimat zurück. Nach ihrer Heirat führte sie dort den Namen Ellen Lauritzen und zog sich vermutlich vom Showgeschäft zurück. Nach Leimbach blieben Nachforschungen in Dänemark über ihren weiteren Lebensweg ohne Erfolg.

## Diskografie (Auswahl)
- Der Wind hat mir ein Lied erzählt, Electrola 0RA 2507, EG 6182
- Ein Tag mit dir und der Liebe, Electrola 0RA 3400, EG 6594
- In einer Nacht im Mai, Electrola 0RA 3397, EG 6597

## Filmografie
- 1936: Glückskinder
- 1937: La Habanera
- 1942: Die große Liebe